# Кетелерија
Кетелерија (лат. Keteleeria) је мали род зимзелених четинара из породице борова (Pinaceae). Обухвата три до пет врста (по неким ауторима и до 14), које расту у југоисточној Азији. 